# Norman Golb
Norman Golb (geboren am 15. Januar 1928 in Albany Park, Chicago; gestorben am 29. Dezember 2020 in Chicago) war ein amerikanischer Judaist. Er wurde bekannt durch seine Veröffentlichungen zum Judentum in der arabischen Welt und zur mittelalterlichen jüdischen Geschichte sowie den Schriftrollen vom Toten Meer.

## Leben
Golbs Eltern Joseph Golb und Rose, geborene Bilow, stammten aus der Ukraine und gehörten zu einer großen jüdischen Einwanderergruppe, die im Nordwesten von Chicago wohnte. Joseph Golb arbeitete während der Weltwirtschaftskrise zeitweise als Friseur, später bei den städtischen Wasserwerken. Im Nebenberuf war er Schauspieler beim Jiddischen Theater. Rose Golb war Hausfrau und arbeitete zeitweise als Verkäuferin.
Der Sohn Norman studierte 1948 bis 1950 Hebräisch, Aramäisch und Arabisch am Oriental Institute der University of Chicago. Er spezialisierte sich auf Archäologie und Geschichte des antiken Judäa/Palästina und wurde 1954 an der Johns Hopkins University promoviert. Nach Arabischstudien am Dropsie College verbrachte Golb zwei Jahre in Jerusalem. Von 1958 bis 1963 war Golb Dozent für Hebräisch und Semitische Sprachen an der University of Wisconsin. Von 1958 bis 1963 unterrichtete er Hebräisch, Arabisch und mittelalterliche jüdische Philosophie am Hebrew Union College. Ab 1963 war er Dozent für Sprachen und Kulturen des Nahen Ostens an der University of Chicago; seit 1988 hatte er die Ludwig-Rosenberger-Professur für jüdische Geschichte und Kultur am Oriental Institute der University of Chicago inne.

## Lehre
Norman Golb identifizierte Obadja den Proselyten (12. Jahrhundert) als Autor der ältesten hebräischen Musikhandschrift. In der Kairoer Geniza fand er ein Manuskript, das eine Konversion zum Judentum im frühen 11. Jahrhundert beschreibt. Golb spezialisierte sich auf die Geschichte der mittelalterlichen jüdischen Gemeinde in Rouen, deren Wohngebiet in den 1970er und 1980er Jahren archäologisch untersucht wurde.
1980 formulierte er erstmals die in der Fachwelt kontrovers diskutierte These, dass die Schriftrollen vom Toten Meer nicht die Bibliothek der benachbarten Siedlung Khirbet Qumran seien, sondern aus Jerusalem stammten. Anfang der 1990er Jahre setzte sich Golb dafür ein, dass das gesamte Corpus der Qumranhandschriften für die Wissenschaft zugänglich wurde.
Norman Golb wurde für sein akademisches Werk vielfach ausgezeichnet, beispielsweise von der American Philosophical Society, dem American Council of Learned Societies und der Littauer Foundation. Er war zweimal Guggenheim Fellow, was er zu Bibliotheksstudien in Europa nutzte, und Fellow von Clare Hall (Cambridge). Für sein Buch Les Juifs de Rouen au Moyen Age (1985) wurde ihm die Ehrenbürgerschaft der Stadt Rouen sowie eine Ehrendoktorwürde der Universität Rouen verliehen. Die Gemeinde Oppido Lucano (Basilicata) machte ihn 2006 zum Ehrenbürger für seine Studien zu Obadja dem Proselyten.

## Veröffentlichungen (Auswahl)
- The Music of Obadiah the Proselyte and his Conversion. In: Journal of Jewish Studies 18, 1967, 43–63.
- Les Juifs de Rouen au Moyen Age. Portrait d’une culture oubliée . Rouen 1985, ISBN 2-902618-63-8.
- Who wrote the Dead Sea scrolls? The search for the secret of Qumran. Scribner, New York 1995.
  - deutsch: Qumran. Wer schrieb die Schriftrollen vom Toten Meer? Hoffmann und Campe, Hamburg 1994, ISBN 3-455-11024-X.
- The Jews in medieval Normandy. A social and intellectual history. Cambridge University Press, Cambridge 1998, ISBN 0-521-58032-3.
- The Autograph Memoirs of Obadiah the Proselyte of Oppido Lucano, and the Epistle of Barukh B. Isaac of Aleppo. 2004 (Digitalisat).